# Рихлівський музей
Рихлівський краєзнавчий музей ― сільський краєзнавчий музей у селі Рихли Коропського району на Чернігівщині, що має велике зібрання предметів, документів, фотографій тощо з історії, етнографії і культури. Рихлівський краєзнавчий музей розташований у селі Рихли Коропського району Чернігівської області за адресою: вул. Монастирська, 37, с. Рихли, Коропського району, Україна. Музей розмістився у цегляному будинку.
Директор закладу — Запорожець Вадим Павлович.

## Історія
Музейна справа в Рихлах має більш ніж столітню історію. Так, ще 1902 і 1909 років були зроблені перші значні кроки до створення власного сільського музею — на святах, що мають для села особливе значення, у приміщенні клубу було створено «Історичну кімнату». Однак загалові експонати з того зібрання були недоступними, та й незабаром ту кімнату було закрито.
Лише 1916 року частину колекцій з «Історичної кімнати» перенесли до квартири директора інституту І.П. Шашеля, де відтоді він подеколи особисто проводив екскурсії для селян.
Перший публічний музей — він називався Музей історії мистецтва та етнографії — було відкрито у листопаді 1920 року за ініціативою відділу народної освіти. Головним засновником та завідувачем закладу став В. І. Кириленко,  йому ж належать значні зусилля із зібрання музейної колекції. Проте через брак коштів на утримання музею його було закрито восени 1923 року, а всі (як вважається) його експонати поповнили експозицію щойно (у тому ж 1923-му) .
А вже у травні 1927 року розпочав свою роботу Рихлівський окружний музей — перший значний публічний музей, який до того ж висвітлював події сучасної історії й слугував засобом радянської пропаганди. Але з початком сталінських гонінь і посиленням тоталітарної системи в СРСР 1934 року цей заклад припинив своє існування.
І лише за 33 роки, вже по війні, було відкрито місцевий краєзнавчий музей.

## Виноски
```
Музеї Чернігівської області на Офіційний вебсайт Міністерства культури і туризму України
Рихлівський краєзнавчий музей // Чернігівщина:Енциклопедичний довідник (За ред. А.В. Кудрицького)., К.: УРЕ, 1990, стор. 519
```